# Watts Point Ecological Reserve
Die Watts Point Ecological Reserve ist ein Naturschutzgebiet auf der zur kanadischen Provinz Neufundland und Labrador gehörenden Insel Neufundland. Es wurde 1986 als provisorisches Reservat eingerichtet. 1990 erhielt das Schutzgebiet seinen heutigen Status.

## Lage
Das 30,9 km² große Schutzgebiet befindet sich an der Nordspitze der Great Northern Peninsula, 45 km westlich von St. Anthony. Es hat eine annähernd rechteckige Form. Es besitzt einen 6,7 km langen Küstenstreifen an der Belle-Isle-Straße, die Neufundland von Labrador trennt. Die Belle-Isle-Straße ist von Dezember bis Juni eisbedeckt.

## Flora
Die Kombination aus Geologie und Klima ist die Grundlage einer seltenen arktisch-alpinen Pflanzenwelt, die in dem Gebiet vorkommt. Das raue Klima ist von starken Winden und Frost geprägt. Die Flora ist zum Teil ein Relikt der Pflanzen, die sich nach dem Rückzug der Gletscher dort ansiedelten. Die Schwarze Krähenbeere und der Gegenblättrige Steinbrech sind im Schutzgebiet verbreitet. Pflanzen, die nur auf der Great Northern Peninsula vorkommen, sind die Weidenart Salix jejuna (engl. barrens willow) und die bedrohte Kreuzblütler-Art Braya fernaldii (engl. Fernald's braya).